# オーシャン・ライナー

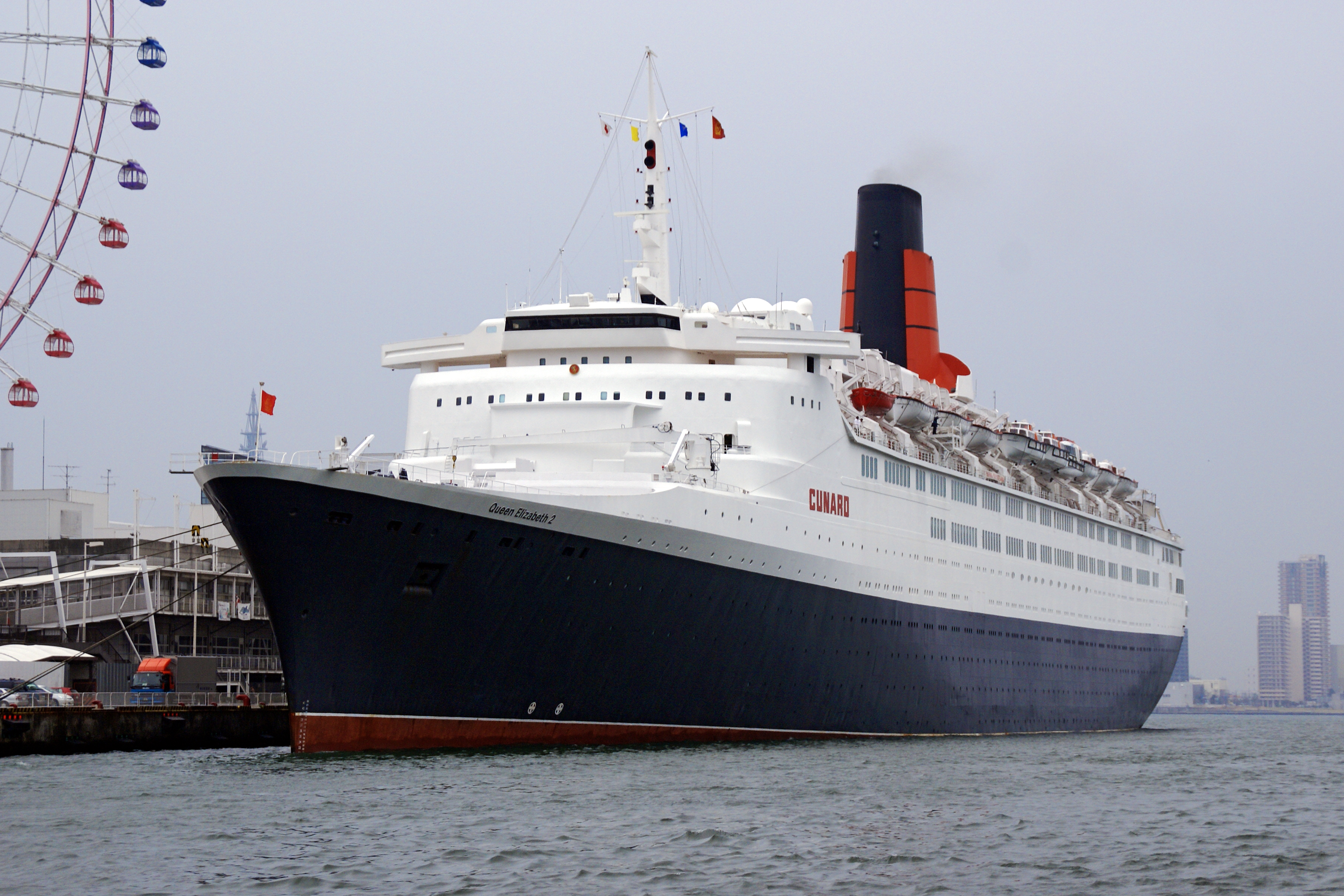
クイーン・エリザベス2

オーシャン・ライナー（英語: Ocean liner）は、スケジュールに従って大洋を渡る船である。定期航路に就いた旅客船や貨客船を指し、旅客輸送や郵便物輸送、貨物輸送を行う。遠洋定期船（えんようていきせん）や大洋航路船（たいようこうろせん）とも呼ばれる。
中国では「ロイヤル郵便船」、「遠洋定期船」、「クルーズ船」は読み方が似ているため、官営メディアに混同されて「クルーズ船」と呼ばれているが、これは正確な呼称ではない

## 概要
オーシャン・ライナーは太平洋や大西洋といった大洋を渡る大型の船であり、すなわち大陸間の遠距離を乗客や郵便物を運ぶことを目的との一つとする船、航路のことを指す。したがって、比較的近距離を運航されるフェリー、観光目的に周遊路を運航されるクルーズ船や、貨物船は含まれない。そのため、外洋において波浪や不測の事態に耐えるため強固に建造され、数日や数週の航海で消耗する燃料やその他物資を搭載するため、搭載能力が大きい。
ただし、オーシャン・ライナーのような大型船では舷窓に面していない内部空間の割合が多く通風などに制約があり、快速発揮のための強大な機関からの振動や騒音や熱も加わり居住性に劣る区画が少なくなく、第二次世界大戦前、遠航旅客の花形だった時代に豪奢さを競った船も、多くは貨客船であった。しかし貨物便でも当時の低速な一般の貨物船や、積載量の乏しい航空貨物に比べると、オーシャン・ライナーの速達便は余技や苦肉の策という面にとどまらない競争力があった。
1958年10月26日にパンアメリカン航空がボーイング707によりニューヨーク（アイドルワイルド国際空港）-パリ（オルリー空港）線に就航して以降、競合する航空路線が多数開設されたことでオーシャン・ライナーは収益が悪化し、多くの会社は旅客の定期航路を廃止した。
21世紀になっても大西洋を横断する定期航路に就航していたのはクイーン・エリザベス2やクイーン・メリー2であったが他の航路にも投入されている時も多く、純粋なオーシャン・ライナーはセントヘレナのみであったが、2018年にこれも廃止された。

## ブルーリボン賞と軍事徴用
記録として残っている範囲では、1492年にクリストファー・コロンブスが大西洋を横断してサン・サルバドル島まで至った航海はあるが、これは2ヶ月ほど要した。大西洋航路を開拓するようになったのは1838年のことで、グレート・ウェスタンやシリウスのような蒸気船によって2週間へと短縮された。そこからグレート・ウェスタン鉄道、ホワイト・スター・ライン、キュナード・ライン、ハンブルク・アメリカ（ハパックロイド）らによる競争の時代があった。
20世紀において1900年に就役したドイッチュラント、1907年のモーリタニア、ルシタニアらが競ったが、2度に渡る世界大戦でオーシャン・ライナーは軍隊に徴用された。これらは軍隊輸送船などとして使用され、多くが乗組員と共に戦没した。
戦後、1952年に登場したユナイテッド・ステーツによって記録が更新された。現在、1998年のウォータージェット推進を搭載したキャットリンク5が記録を保持しているが、蒸気機関ではないことから依然としてユナイテッド・ステーツが最速だという主張も根強い。

## 郵便船

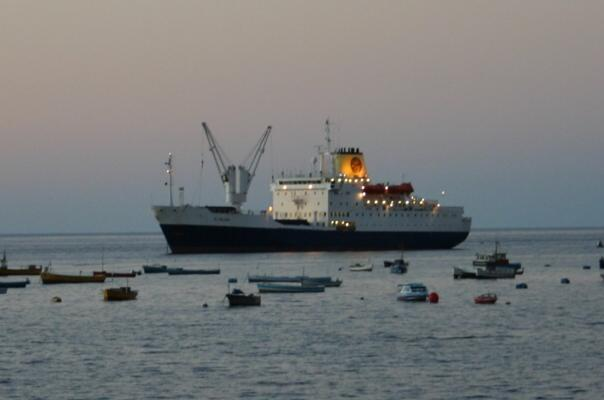
セントヘレナ島ジュームズ湾に碇泊中のセントヘレナ号

ロイヤル・メール・シップ（Royal Mail Ship 王立郵便船）は、ロイヤルメールとの契約により郵便物の輸送に使用される船舶に使用される艦船接頭辞である。RMSとして指定された船舶は、航海時にロイヤルメールのペナントを掲げる事とロイヤルメールの"王冠"のロゴを含む識別標識の両方もしくはどちらかを掲げる権利を有し、1840年から指定された。多くの船舶に使用されたが大半は郵便輸送の割合が多いキュナード・ライン、ロイヤル・メール・ラインとユニオン＝キャッスル・ラインと関係していて伝統的にこれらの会社の多くの船舶が"RMS"を冠している。
カナダ太平洋鉄道の太平洋横断航路においても、RMS エンプレス・オブ・ジャパン（RMS Empress of Japan）、RMS エンプレス・オブ・チャイナ（RMS Empress of China）、RMS エンプレス・オブ・インディア（RMS Empress of India）の3隻が建造され、1891年からバンクーバーとアジアの各地の定期便の運航を開始した。
2016年6月の時点で、定期航路に就航しているロイヤルメールシップはセントヘレナ号（RMS St Helena）のみで、南アフリカ共和国のケープタウンとセントヘレナおよびアセンション島を結ぶのが基本的な航海日程であるが、年に2回イギリス本土のドーセット州ポートランドまでの航海が行われていた。しかし、セントヘレナ空港の開港に伴い、2018年2月10日にセントヘレナ島からケープタウンへの航海をもって退役した。